# Alfred Masson-Forestier
Alfred Amédée Masson-Forestier, né au Havre en 6 septembre 1852 et mort à Paris le 6 décembre 1912, est un avocat, homme de lettres et auteur dramatique français.

## Biographie
Docteur en droit, il poursuit jusqu'à l'âge de 40 ans une carrière d'avocat agréé près le tribunal de commerce de Rouen. Un hasard professionnel porte un jour à sa connaissance les circonstances tragiques d'un procès, dont il fait le récit sous forme de nouvelle. Lorsque La Jambe coupée paraît dans la Revue des deux Mondes, le succès est immédiat, au point que l'avocat renonce à sa profession et va peu après s'établir à Paris pour se consacrer à l'écriture d'une série de nouvelles dans la même veine. Parues d'abord dans la presse, elles sont réunies par la suite en volumes : Angoisses de juge en 1896, Remords d'avocat en 1898. Il aborde ensuite avec un égal succès le genre théâtral et fait représenter trois pièces, dont deux écrites en collaboration avec André de Lorde, dans les théâtres parisiens.
Il s'intéresse par ailleurs à la sculpture, qu'il pratique pendant ses loisirs. Il fonde une association, « Vers l'Alsace », et publie en 1903 un volume de souvenirs où il raconte ses randonnées dans cette région qu'il aime particulièrement. Vers la fin de sa vie, en sa qualité de descendant de Marie Racine, sœur de Jean Racine, il se voue à l'étude du grand dramaturge. Le portrait qu'il en fait n'est pas celui d'un homme doux et tendre tel que Louis Racine l'a dépeint dans ses Mémoires sur la vie de Jean Racine, mais bien plutôt d'un être « cruel et féroce en même temps qu'un retors et redoutable procédurier, un arriviste implacable, un courtisan sans scrupule ». Ses articles, réunis en 1910 sous le titre Autour d'un Racine ignoré, suscitent de nombreux débats et sont vivement contestés par certains critiques tels que Henri Ghéon.
Masson-Forestier était membre de la Société des artistes français et de la Société des gens de lettres. Selon ses vœux, il fut inhumé à La Ferté-Milon, lieu de naissance de son illustre aïeul.

## Publications
- Pour une signature ! 1892
- La Jambe coupée. Le Chat du major. Derrière la toile. Mille Francs ! À boulet rouge ! Le Banqueroutier. Baraterie, nouvelles, 1894 Texte en ligne
- Remords d'avocat, 1896
- Angoisses de juge, 1898
- Une flambée d'amour, roman, précédé d'une étude par Paul et Victor Margueritte, 1900
- À même la vie. Difficile devoir, 1902
- Forêt-Noire et Alsace, notes de vacances, 1903 Texte en ligne
- Mme Émilie Carlier. Au milieu des Massacres, journal de la femme d'un consul de France en Arménie, 1903
- Autour d'un Racine ignoré, 1910

Théâtre
- Médecin de campagne, pièce en 3 actes, Paris, Théâtre de la Renaissance, 13 décembre 1901
- Attaque nocturne, pièce en 2 actes et 3 tableaux, avec André de Lorde, Paris, Théâtre Antoine, 6 mai 1903
- Baraterie, drame en 2 actes, avec André de Lorde, Paris, Théâtre du Grand-Guignol, 27 février 1906
- Le Droit du père, avec Auguste Monnier, pièce en 1 acte, 1907

## Source biographique
- Le Figaro, 8 décembre 1912, p. 3, col. 2